# Organització de Resistència Nacional
L'Organització de Resistència Nacional (ORN) fou creada a Barcelona a començaments de 1945 no pas com a partit ni moviment unitari. Es tractava d'un grup molt reduït de nacionalistes catalans amb alguns mitjans econòmics i disconformes amb la línia d'actuació dels partits tradicionals, ja que consideraven com a àmbit d'actuació no sols Catalunya sinó els Països Catalans.
De la mateixa manera que el Front Nacional de Catalunya, consideraven que ERC havia fracassat i que calia crear alguna força genuïnament catalana, tot i que pactaren amb altres grups (sobretot amb Estat Català), i amb Josep Irla i Bosch contra Franco.
Es tractava d'un grup conspiratiu, quasi sectari i clandestí, format al voltant de Joan Ballester i Canals, Joan Mateu i Ballester, Gabriel Xammar, i també Joan Grases i Rueda, i Manuel Blasi i Mora (dels sectors d'Estat Català corresponents a les antigues Federació Nacional d'Estudiants de Catalunya i Nosaltres Sols!, respectivament).
L'Organització de Resistència Nacional mantenia contactes personals amb gent de confiança d'arreu dels Països Catalans i tenia nuclis a Barcelona, Tarragona, Sabadell, Terrassa, Valls, València, Castelló de la Plana i Ciutat de Mallorca. La seva revista, Bandera del Poble Català, tenia una certa difusió.
Es van mantenir força actius entre 1945 i 1947. Joan Ballester i Canals participà en les tasques d'espionatge del FNC per a França i la Gran Bretanya. Joan Grases els aconseguí el finançament de cinc emrpesaris que els donaven 5.000 pessetes al mes (entre ells, Narcís de Carreras i Margarit, de Catalana de Gas) i participà en la reaparició del Bloc Escolar Nacionalista. Malgrat això, va desaparèixer l'estiu de 1947 quan es consolidà el franquisme i els seus membres, veient impossible l'enderrocament armat del franquisme, es dedicaren a la resistència cultural.